# Ilheuzinho
O Ilheuzinho é um ilhéu situado na freguesia da Ribeira da Janela, no Porto Moniz, na Região Autónoma da Madeira, Portugal.